# Santa Maria della Versa
Santa Maria della Versa (La Madòna in dialetto oltrepadano) è un comune italiano di 2 272 abitanti della provincia di Pavia in Lombardia. Si trova nella collina dell'Oltrepò Pavese, nella media vallata del torrente Versa.

## Storia
Soriasco, il centro più antico e precedente capoluogo comunale, è noto fin dal IX secolo, quando, in base a donazioni imperiali, apparteneva all'abbazia di San Colombano di Bobbio. Nel 1164 l'imperatore Federico I lo sottopose al dominio della città di Pavia.
Dal XIV secolo (se non prima) era feudo della famiglia Giorgi, che nel secolo successivo, ereditando dall'ultima discendente dei Beccaria del ramo di Messer Fiorello, estese i propri domini anche su Pietra de' Giorgi e Rocca de' Giorgi. Estinti i Giorgi-Beccaria nel XVII secolo, il feudo fu incamerato e venduto a Gerolamo dal Pozzo, che nello stesso periodo acquistava il feudo di Montecalvo Versiggia (comprendente anche Golferenzo e Volpara), divenendo signore di gran parte della valle. Fu una breve illusione: pressato da problemi economici, il figlio Gaetano già nel 1690 dovette vendere Soriasco ai conti Gambarana (ramo dei conti palatini di Lomello e feudatari di Montesegale), che erano già grandi proprietari nel feudo, e risiedevano al Casale di Donelasco. La frazione Pizzofreddo, che apparteneva al feudo di Montecalvo, dopo questi passaggi rimase unita a Soriasco.
Nel feudo di Soriasco esisteva, oltre al comune del capoluogo, anche quello di Donelasco, dove risiedeva il feudatario. La signoria dei Gambarana durò fino all'abolizione del feudalesimo (1797).
All'inizio del XIX secolo venne unito a Soriasco il comune di Montarco, detto anche Sannazzaro dal nome della chiesa parrocchiale. Era un luogo molto importante, essendo citato nel diploma di Federico I del 1164. Nel 1216 fu bruciato dai confederati lombardi, in lotta con Pavia. Appartenne probabilmente ai Sannazzaro, e c'è chi sospetta che il cognome derivi da questo luogo. Fu incluso nel feudo di Broni, cui restò fino alla sua fine, e di esso (dopo che ne furono staccati Canneto e Castana) rimase, isolato, il territorio più meridionale.
Sempre nel XIX secolo andò sviluppandosi, ai piedi del colle di Soriasco, a fondo valle, il nuovo centro detto Borgata Versa, e anche Madonna della Versa da una chiesetta ivi esistente, costruita per ricordare un'antica apparizione delle Vergine a una fanciulla. In questo centro venne posta la sede comunale, e nel 1893 il nome del comune, da Soriasco, fu mutato in Santa Maria della Versa.
Nel 1929 fu unito a Santa Maria anche il comune di Donelasco (CC D340).
Dal 1929 al 1956 fu unita a Stradella da una linea tranviaria.

### Simboli

L'emblema usato dal Comune

L'araldica comunale non risulta disciplinata da alcun atto formale: sebbene lo statuto dell'ente affermi che Il Comune è dotato di un proprio stemma e di un proprio gonfalone, le cui caratteristiche sono definite con delibera del Consiglio comunale, non risulta alcuna disposizione che regoli tale materia.
All'atto pratico, il Comune adotta de facto non uno stemma, ma un emblema (privo di scudo) che consiste in un’aquila con le zampe appoggiate sul serto di alloro e quercia, sormontata dalla corona di visconte. Alcune fonti, da tale emblema, hanno derivato uno stemma "propriamente detto", blasonandolo d’argento, all’aquila al naturale rivolta, linguata e allumata di rosso.
Il gonfalone è un drappo tricolore caricato dell'emblema sopra descritto.

## Monumenti e luoghi di interesse
- Torre di Soriasco

## Società

### Evoluzione demografica
Abitanti censiti

## Amministrazione

### Comunità montane
Faceva parte della fascia bassa della Comunità Montana Oltrepò Pavese.